# Somon
Somon, sum – jednostka podziału administracyjnego i wojskowego feudalnej Mongolii oraz jednostka podziału administracyjnego współczesnej Mongolii, części składowe ajmaków w randze powiatu.  
W XVIII w. po reformach administracyjnych Mongolii przeprowadzonej przez mandżurskie władze, w obrębie księstw choszunów wydzielono jednostki niższe, zwane somonami. Somony wyodrębniono głównie z powodu administracji wojskowej, gdyż była potrzeba podzielenia wojskowej jednostki choszunu (chorągwi, szwadronu) na mniejsze oddziały, czyli somony (kompanie). Każdy somon dostarczał terytorialną jednostkę pospolitego ruszenia, którą też zwano somonem. Liczebność somonu jako jednostki wojskowej wynosiła około 150 jeźdźców, a somon jako jednostka administracyjna liczył około 150 jurt (zazwyczaj w jednej jurcie mieszkała jedna rodzina wielopokoleniowa). Natomiast cywilna administracja i odrębność somonów była słabo zaznaczona. 
Rola i odrębność administracyjna somonów wzrosła dopiero w grudniu 1931, gdy zlikwidowano choszuny. W tym momencie ajmaki podzielono na somony, a każdy somon zyskał swoją administrację, władze i ściśle wytyczone granice. Ilość somonów oscylowała od 1931 do 1980 w niewielkich granicach wynosząc zawsze trochę ponad 300 somonów, z wyjątkiem 1958, gdy chwilowo spadła do 200.